# Keldark
Keldark es una banda española de metal alternativo fundada en Valencia en 1999.

Inicialmente formada por los hermanos Andrés, Pablo y Julián Pinazo, ha contado con varios músicos a la batería y con una larga lista de colaboraciones.
 En 2014, lanzan una webserie en clave de humor llamada KGB.
 En 2017 publican su cuarto LP The Brotherhood grabado en España y en México.
 En 2024 lanzan el single Positive Therapy adelanto de su próximo EP Reflections from the Innerself.
En 2025 sale el videoclip Positive Therapy gestionado por los hermanos Pinazo desde el cierre de Comet en 2024. El videoclip busca visibilizar el problema de la ansiedad y cuenta con la colaboración de Elizabeth Amoedo, vocalista del grupo Against Myself.

## Miembros

### Miembros actuales
- Crazy Paul − voces.
- Andy Ziz − guitarra.
- Hulk − bajo y coros.
- Monster Beat − batería.

### Colaboraciones y miembros de sesión
- Elisa C. Martín − Dreamaker, ex-Dark Moor.
- Alberto Maroto − Dreamaker, ex-Dark Moor.
- Carluti − Vahladian.
- Jorge Bernabé − ex-Heldar, ex-Crisis de Fe.
- Dani Millán − Gauntlet.
- Miguel Rocha − Gauntlet.
- Nacho Ruiz − Runa Llena.
- José Broseta − Opera Magna.
- Quique Mompó − Opera Magna.
- Juampa Pérez − Crisis de Fe.
- Víctor de Andrés − Mägo de Oz, ex-Zenobia.
- Patricia Pons − SynlakrosS.
- Elizabeth Amoedo - Against Myself.

### Miembros pasados
- Manuel Guinart − batería (1999-2002).
- Alberto Ibáñez − batería (2003-2004).
- Niko Fernández − batería (2006-2008).

## Discografía
Álbumes:
- Slow trip to destruction (2007)
- When the thumb points down (2013)
- Resilience (2015)
- The Brotherhood (2017)
- (Single) Positive Therapy (2024)

## Banda Sonora (BSO)
- En la película Zombie Spring Breakers (2016) forma parte de su banda sonora Slow trip to destruction[8]

## Webserie
- KGB (Keldark Garage Band) (2014)